# Lithobius iranicus
Lithobius iranicus är en mångfotingart som beskrevs av Carl Graf Attems 1951. Lithobius iranicus ingår i släktet Lithobius och familjen stenkrypare.
Artens utbredningsområde är Iran. Inga underarter finns listade i Catalogue of Life.